# 可可西里豹蛛
可可西里豹蛛（学名：Pardosa hohxilensis）为狼蛛科豹蛛属的动物。在中国大陆，分布于青海等地。该物种的模式产地在青海。